# Bubble and Squeak (videogioco)
Bubble and Squeak è un videogioco a piattaforme del 1994. Originariamente pubblicato per Amiga, il gioco ha ricevuto una conversione per Sega Mega Drive.